# Derivata debole
In matematica, la derivata debole è una generalizzazione del concetto di derivata di una funzione a funzioni non necessariamente differenziabili, ma solamente integrabili, ovvero funzioni che appartengono allo spazio L1.
La definizione di derivata debole origina le soluzioni deboli in spazi di Sobolev di problemi differenziali alle derivate parziali, frequenti in diversi settori dell'analisi, in particolare dell'analisi funzionale.

## Definizione
Sia {\displaystyle u} una funzione in {\displaystyle L^{1}([a,b])}. Si dice che {\displaystyle v\in L^{1}([a,b])} è la derivata debole di {\displaystyle u} se, per ogni {\displaystyle \varphi \in C^{\infty }([a,b])} tale che {\displaystyle \varphi (a)=\varphi (b)=0}, vale che:
{\displaystyle \int _{a}^{b}u(t)\varphi '(t)dt=-\int _{a}^{b}v(t)\varphi (t)dt}
Questa definizione è motivata dalla tecnica di integrazione per parti.
Lo stesso concetto è generalizzabile per spazi a {\displaystyle n} dimensioni: se {\displaystyle u} appartiene allo spazio delle funzioni localmente integrabili in {\displaystyle \Omega \subset \mathbb {R} ^{n}} (cioè fissato un punto {\displaystyle x}, {\displaystyle u} è integrabile in un intorno {\displaystyle U\subset \Omega } di {\displaystyle x}), ovvero se {\displaystyle u\in L_{loc}^{1}(\Omega )}, allora, dato un multi-indice {\displaystyle \alpha }, {\displaystyle v\in L_{loc}^{1}(\Omega )} è detta {\displaystyle \alpha }-esima derivata debole di {\displaystyle u} se per ogni {\displaystyle \varphi \in C_{C}^{\infty }(U)} (spazio delle funzioni infinitamente differenziabili e a supporto compatto), vale che:
{\displaystyle \int _{U}uD^{\alpha }\varphi =(-1)^{|\alpha |}\int _{U}v\varphi }
Se {\displaystyle u} ammette una derivata debole, essa è solitamente indicata come:
{\displaystyle \mathrm {D} ^{\alpha }u={\frac {\partial ^{|\alpha |}u}{\partial _{x_{1}}^{\alpha _{1}}\cdots \partial _{x_{n}}^{\alpha _{n}}}}}
Il concetto di derivata debole ha motivato l'introduzione, nel XX secolo, di nuovi spazi di funzioni: gli spazi di Sobolev.

## Esempi
- La funzione valore assoluto {\displaystyle u(t)=|t|}, non differenziabile per {\displaystyle t=0}, ammette come derivata debole {\displaystyle v} la funzione segno:

{\displaystyle v(t)={\begin{cases}1&{\mbox{se }}t>0\\0&{\mbox{se }}t=0\\-1&{\mbox{se }}t<0\end{cases}}}
- La funzione caratteristica dei numeri razionali o funzione di Dirichlet {\displaystyle 1_{\mathbb {Q} }}, che non è differenziabile in nessun punto del dominio, ammette derivata debole nulla: infatti, poiché la misura di Lebesgue di {\displaystyle \mathbb {Q} } è 0, per ogni {\displaystyle \varphi }

{\displaystyle \int 1_{\mathbb {Q} }(t)\varphi (t)dt=0}

## Proprietà
- Se due funzioni sono la derivata debole della stessa funzione, allora differiscono su un insieme di misura nulla. Se si considerano classi di equivalenza di funzioni, la derivata debole diventa unica.
- Se una funzione è derivabile in senso tradizionale, allora la derivata e la derivata debole coincidono (sempre a meno di insiemi di misura nulla). Per questo la derivata debole è considerata una generalizzazione della derivata tradizionale. Inoltre, le regole classiche di derivazione di somma e prodotto si estendono immutate alle derivate deboli.